# 대한민국의 국보 (1970년대)

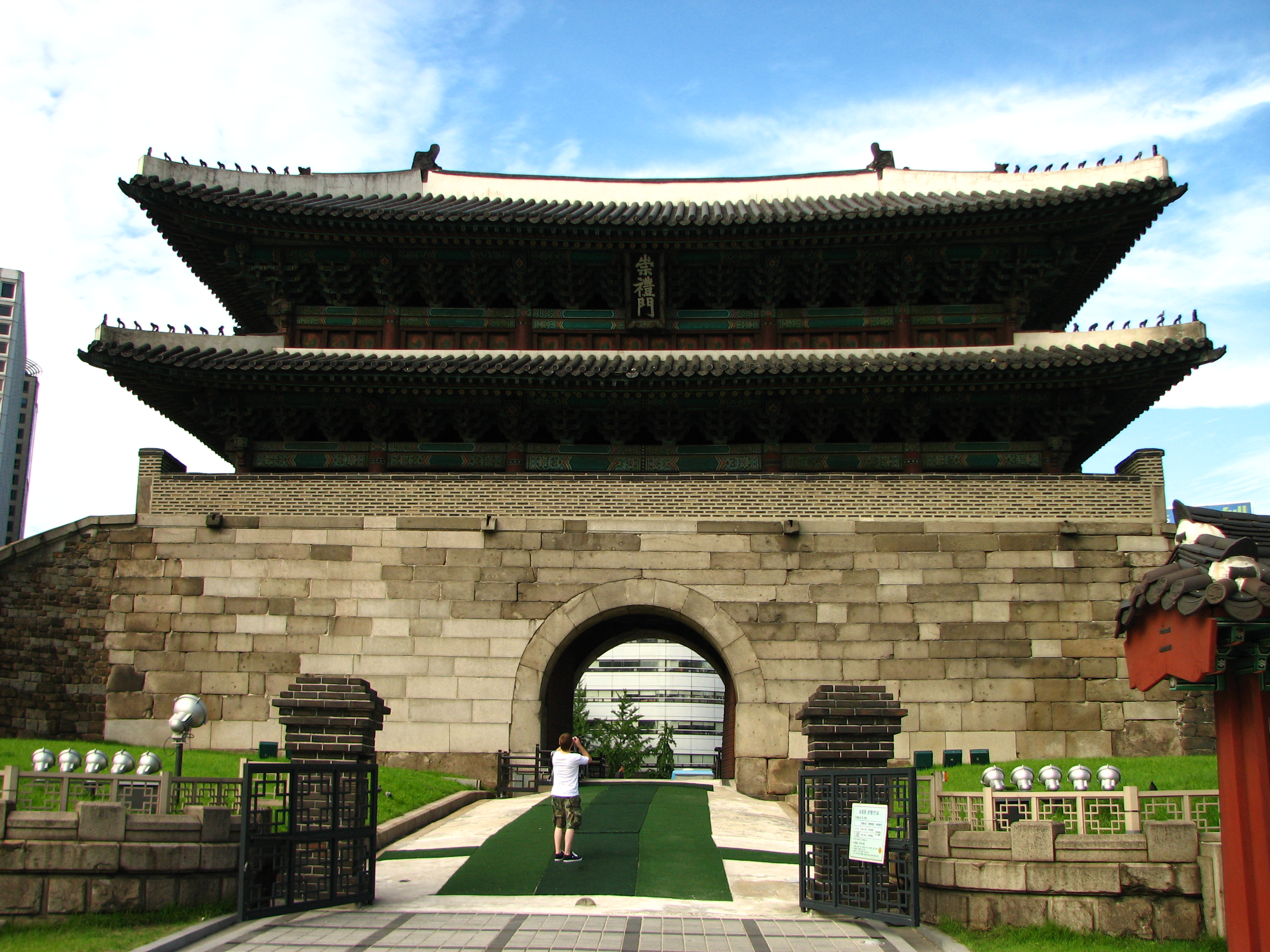
서울 숭례문(국보 제1호)

대한민국의 국보(大韓民國 國寶)는 대한민국에서, 건축물이나 유물 등의 유형 국가유산 가운데에 중요한 가치를 가져 보물로 지정될 만한 국가유산 가운데에서 인류문화적으로 가치가 크고 유례가 드문 것, 독특하고 희귀한 것 등으로 인정되어 따로 지정된 문화유산을 말한다.

## 지정 목록 (1970년대)
| 번호    | 사진 | 명칭 | 소재지                                                                                                  | 관리자 (단체)                           | 지정일                                                                   | 참조 |
| 133호   |      | 청자 동화연화문 표주박모양 주전자 (靑磁 銅畵蓮花文 瓢形 注子) (Celadon Gourd-shaped Ewer with Lotus Design in Underglaze Copper) | 서울 용산구 이태원로55길 60-16, 삼성미술관 리움 (한남동)                                                | 삼성미술관 리움                         | 1970년 12월 30일 지정                                                    |      |
| 134호   |      | 금동보살삼존입상 (金銅菩薩三尊立像) (Gilt-bronze Standing Bodhisattva Triad) | 서울 용산구 이태원로55길 60-16, 삼성미술관 리움 (한남동)                                                | 삼성미술관 리움                         | 1970년 12월 30일 지정, 2010년 6월 28일 명칭변경                          |      |
| 135호   |      | 신윤복필 풍속도 화첩 (申潤福筆 風俗圖 畵帖) (Album of Genre Paintings by Sin Yun-bok) | 서울 성북구 성북로 102-11, 간송미술관 (성북동,간송미술관)                                               | 간송미술관                              | 1970년 12월 30일 지정                                                    |      |
| 136호   |      | 금동 용두보당 (金銅 龍頭寶幢) (Gilt-bronze Miniature Buddhist Flagpole with Dragon Finial) | 서울 용산구                                                                                             | 삼성미술관 리움                         | 1971년 12월 21일 지정                                                    |      |
| 137-1호 |      | 검 및 칼집 부속 (劍 및 칼집 附屬) (Bronze Artifacts from Bisan-dong, Daegu) | 서울 용산구 이태원로55길 60-16, 삼성미술관 리움 (한남동)                                                | 삼성미술관 리움                         | 1971년 12월 21일 지정                                                    |      |
| 137-2호 |      | 투겁창 및 꺾창 (투겁槍 및 꺾槍) (Bronze Artifacts from Bisan-dong, Daegu) | 서울 용산구 이태원로55길 60-16, 삼성미술관 리움 (한남동)                                                | 삼성미술관 리움                         | 1971년 12월 21일 지정                                                    |      |
| 138호   |      | 전 고령 금관 및 장신구 일괄 (傳 高靈 金冠 및 裝身具 一括) (Gold Crown and Ornaments from Goryeong (Presumed)) | 서울 용산구 이태원로55길 60-16, 삼성미술관 리움 (한남동)                                                | 삼성미술관 리움                         | 1971년 12월 21일 지정                                                    |      |
| 139호   |      | 김홍도필 군선도 병풍 (金弘道筆 群仙圖 屛風) (Folding Screen of Gunseondo (Daoist Immortals) by Kim Hong-do) | 서울 용산구 이태원로55길 60-16, 삼성미술관 리움 (한남동)                                                | 삼성미술관 리움                         | 1971년 12월 21일 지정                                                    |      |
| 140호   |      | 나전 화문 동경 (螺鈿 花文 銅鏡) (Bronze Mirror with Inlaid Mother-of-pearl Floral Design) | 서울 용산구 이태원로55길 60-16, 삼성미술관 리움 (한남동)                                                | 삼성미술관 리움                         | 1971년 12월 21일 지정                                                    |      |
| 141호   |      | 정문경 (精文鏡) (Bronze Mirror with Fine Linear Design) | 서울 동작구                                                                                             | 숭실대학교박물관                        | 1971년 12월 21일 지정                                                    |      |
| 142호   |      | 동국정운 (東國正韻) (Dongguk jeongun (Standard Rhymes of the Eastern State)) | 서울 광진구 아차산로 263, 건국대학교박물관 (화양동,건국대학교병원)                                      | 건국대학교박물관                        | 1972년 3월 2일 지정, 2010년 8월 25일 명칭변경                            |      |
| 143호   |      | 화순 대곡리 청동기 일괄 (和順 大谷里 靑銅器 一括) (Bronze Artifacts from Daegok-ri, Hwasun) | 광주 북구 하서로 110, 국립광주박물관 (매곡동,국립광주박물관)                                            | 국립광주박물관                          | 1972년 3월 2일 지정                                                      |      |
| 144호   |      | 영암 월출산 마애여래좌상 (靈巖 月出山 磨崖如來坐像) (Rock-carved Seated Buddha in Wolchulsan Mountain, Yeongam) | 전남 영암군 영암읍 회문리 산26-8                                                                        | 영암군                                  | 1972년 3월 2일 지정, 2010년 8월 25일 명칭 변경                           |      |
| 145호   |      | 귀면 청동로 (鬼面 靑銅爐) (Bronze Brazier with Demon Face Decoration) | 서울 용산구 서빙고로 137, 국립중앙박물관 (용산동6가)                                                    | 국립중앙박물관                          | 1972년 6월 24일 지정                                                     |      |
| 146호   |      | 전 논산 청동방울 일괄 (傳 論山 靑銅鈴 一括) (Bronze Bells from Nonsan (Presumed)) | 서울 용산구 이태원로55길 60-16, 삼성미술관 리움 (한남동)                                                | 삼성미술관 리움                         | 1973년 3월 19일 지정                                                     |      |
| 147호   |      | 울주 천전리 각석 (蔚州 川前里 刻石) (Petroglyphs of Cheonjeon-ri, Ulju) | 울산 울주군 두동면 천전리 산210-2                                                                       | 울주군                                  | 1973년 5월 4일 지정, 2010년 12월 27일 명칭변경                           |      |
| 148-1호 |      | 십칠사찬고금통요 권16 (十七史纂古今通要 卷十六) (Sipchil sachan gogeum tongyo (Essentials of Seventeen Dynastic Histories), Volume 16)                                                                                                 | 서울 관악구 관악로 1,103호 동 서울대학교 규장각한국학연구원 (신림동,서울대학교)                         | 서울대학교 규장각 한국학연구원          | 1973년 7월 10일 지정, 2010년 8월 25일 명칭변경                           |      |
| 148-2호 |      | 십칠사찬고금통요 권17 (十七史纂古今通要 卷十七) (Sipchil sachan gogeum tongyo (Essentials of Seventeen Dynastic Histories), Volume 17)                                                                                                 | 서울 서초구 반포대로 201, 국립중앙도서관 (반포동,국립중앙도서관)                                        | 국립중앙도서관                          | 1973년 7월 10일 지정, 2010년 8월 25일 명칭변경                           |      |
| 149-1호 |      | 동래선생교정북사상절 권4, 5 (東萊先生校正北史詳節 卷四, 五) (Dongnae seonsaeng gyojeong buksa sangjeol (Commentary on the History of the Northern Dynasties), Volumes 4 and 5)                                                         | 서울 성북구 성북로 102-11, 간송미술관 (성북동,간송미술관)                                               | 간송미술관                              | 1973년 7월 10일 지정, 2010년 8월 25일 명칭변경                           |      |
| 149-2호 |      | 동래선생교정북사상절 권6 (東萊先生校正北史詳節 卷六) (Dongnae seonsaeng gyojeong buksa sangjeol (Commentary on the History of the Northern Dynasties), Volume 6)                                                                       | 서울 중구                                                                                               | 조병순                                  | 1973년 7월 10일 지정, 2010년 8월 25일 명칭변경                           |      |
| 150호   |      | 송조표전총류 권7 (宋朝表牋總類 卷七) (Songjo pyojeon chongnyu (Collection of Appeals and Letters to the Emperors of the Song Dynasty), Volume 7)                                                                                       | 서울 관악구 관악로 1,103호 동 서울대학교 규장각한국학연구원 (신림동,서울대학교)                         | 서울대학교 규장각 한국학연구원          | 1973년 7월 10일 지정, 2010년 8월 25일 명칭변경                           |      |
| 151-1호 |      | 조선왕조실록 정족산사고본 (朝鮮王朝實錄 鼎足山史庫本) (Joseon wangjo sillok (Annals of the Joseon Dynasty)) | 서울 관악구                                                                                             | 서울대학교 규장각 한국학연구원          | 1973년 12월 31일 지정, 2010년 8월 25일 명칭변경                          |      |
| 151-2호 |      | 조선왕조실록 태백산사고본 (朝鮮王朝實錄 太白山史庫本) (Joseon wangjo sillok (Annals of the Joseon Dynasty)) | 부산 연제구 경기장로 28, 국가기록원 역사기록관 (거제동,정부기록보존소부산지소)                          | 국가기록원 역사기록관                   | 1973년 12월 31일 지정, 2010년 8월 25일 명칭변경                          |      |
| 151-3호 |      | 조선왕조실록 오대산사고본 (朝鮮王朝實錄 五臺山史庫本) (Joseon wangjo sillok (Annals of the Joseon Dynasty)) | 서울 관악구                                                                                             | 서울대학교 규장각                       | 1973년 12월 31일 지정, 2010년 8월 25일 명칭변경                          |      |
| 151-4호 |      | 조선왕조실록 적상산사고본 (朝鮮王朝實錄 赤裳山史庫本) (Joseon wangjo sillok (Annals of the Joseon Dynasty)) | 서울 | 국립중앙박물관, 한국학중앙연구원 장서각 | 2019년 6월 26일 지정                                                     |      |
| 151-5호 |      | 조선왕조실록 봉모당본 (朝鮮王朝實錄 奉謨堂本) | 서울 | 한국학중앙연구원 장서각                 | 2019년 6월 26일 지정                                                     |      |
| 151-6호 |      | 조선왕조실록 낙질 및 산엽본 (朝鮮王朝實錄 落帙 및 散葉本) | 서울 관악구                                                                                             | 서울대학교 규장각 한국학연구원          | 1973년 12월 31일 지정, 2019년 6월 26일 변경                              |      |
| 152호   |      | 비변사등록 (備邊司謄錄) (Bibyeonsa deungnok (Records of the Border Defense Council)) | 서울 관악구 관악로 1,103호 동 서울대학교 규장각한국학연구원 (신림동,서울대학교)                         | 서울대학교 규장각 한국학연구원          | 1973년 12월 31일 지정, 2010년 8월 25일 명칭변경                          |      |
| 153호   |      | 일성록 (日省錄) (Ilseongnok (Daily Records of the Royal Court and Important Officials)) | 서울 관악구 관악로 1,103호 동 서울대학교 규장각한국학연구원 (신림동,서울대학교)                         | 서울대학교 규장각 한국학연구원          | 1973년 12월 31일 지정                                                    |      |
| 154호   |      | 무령왕 금제관식 (武寧王 金製冠飾) (Gold Diadem Ornaments of King Muryeong) | 충남 공주시 관광단지길 34, 국립공주박물관 (웅진동)                                                      | 국립공주박물관                          | 1974년 7월 9일 지정                                                      |      |
| 155호   |      | 무령왕비 금제관식 (武寧王妃 金製冠飾) (Gold Diadem Ornaments of the Queen Consort of King Muryeong) | 서울 용산구 서빙고로 137, 국립중앙박물관 (용산동6가)                                                    | 국립중앙박물관                          | 1974년 7월 9일 지정                                                      |      |
| 156호   |      | 무령왕 금귀걸이 (武寧王 金製耳飾) (Gold Earrings of King Muryeong) | 충남 공주시 관광단지길 34, 국립공주박물관 (웅진동)                                                      | 국립공주박물관                          | 1974년 7월 9일 지정                                                      |      |
| 157호   |      | 무령왕비 금귀걸이 (武寧王妃 金製耳飾) (Gold Earrings of the Queen Consort of King Muryeong) | 충남 공주시 관광단지길 34, 국립공주박물관,                                                              | 국립공주박물관                          | 1974년 7월 9일 지정                                                      |      |
| 158호   |      | 무령왕비 금목걸이 (武寧王妃 金製頸飾) (Gold Necklaces of the Queen Consort of King Muryeong) | 충남 공주시 관광단지길 34, 국립공주박물관 (웅진동), 국립중앙박물관                                      | 국립공주박물관, 국립중앙박물관          | 1974년 7월 9일 지정                                                      |      |
| 159호   |      | 무령왕 금제 뒤꽂이 (武寧王 金製釵) (Gold Hairpin of King Muryeong) | 충남 공주시 관광단지길 34, 국립공주박물관 (웅진동)                                                      | 국립공주박물관                          | 1974년 7월 9일 지정                                                      |      |
| 160호   |      | 무령왕비 은팔찌 (武寧王妃 銀製釧) (Silver Bracelets of the Queen Consort of King Muryeong) | 충남 공주시 관광단지길 34, 국립공주박물관 (웅진동)                                                      | 국립공주박물관                          | 1974년 7월 9일 지정                                                      |      |
| 161호   |      | 무령왕릉 청동거울 일괄 (武寧王陵 銅鏡一括) (Bronze Mirrors from the Tomb of King Muryeong) | 충남 공주시 관광단지길 34, 국립공주박물관 (웅진동)                                                      | 국립공주박물관                          | 1974년 7월 9일 지정                                                      |      |
| 162호   |      | 무령왕릉 석수 (武寧王陵 石獸) (Stone Guardian from the Tomb of King Muryeong) | 충남 공주시 관광단지길 34, 국립공주박물관 (웅진동)                                                      | 국립공주박물관                          | 1974년 7월 9일 지정, 2010년 6월 28일 명칭변경                            |      |
| 163호   |      | 무령왕릉 지석 (武寧王陵 誌石) (Buried Memorial Tablet from the Tomb of King Muryeong) | 충남 공주시 관광단지길 34, 국립공주박물관 (웅진동)                                                      | 국립공주박물관                          | 1974년 7월 9일 지정, 2010년 8월 25일 명칭변경                            |      |
| 164호   |      | 무령왕비 베개 (武寧王妃 頭枕) (Headrest of the Queen Consort of King Muryeong) | 충남 공주시 관광단지길 34, 국립공주박물관 (웅진동)                                                      | 국립공주박물관                          | 1974년 7월 9일 지정                                                      |      |
| 165호   |      | 무령왕 발받침 (武寧王 足座) (Footrest of King Muryeong) | 충남 공주시 관광단지길 34, 국립공주박물관 (웅진동)                                                      | 국립공주박물관                          | 1974년 7월 9일 지정                                                      |      |
| 166호   |      | 백자 철화매죽문 항아리 (白磁 鐵畵梅竹文 壺) (White Porcelain Jar with Plum and Bamboo Design in Underglaze Iron) | 서울 용산구 서빙고로 137, 국립중앙박물관 (용산동6가)                                                    | 국립중앙박물관                          | 1974년 7월 9일 지정                                                      |      |
| 167호   |      | 청자 인물형 주전자 (靑磁 人物形 注子) (Celadon Ewer in the Shape of a Human Figure) | 서울 용산구 서빙고로 137, 국립중앙박물관 (용산동6가)                                                    | 국립중앙박물관                          | 1974년 7월 9일 지정                                                      |      |
| 168호   |      | 백자 동화매국문 병 (白磁 銅畵梅菊文 甁) (White Porcelain Bottle with Plum and Chrysanthemum Design in Underglaze Copper) | 서울 용산구 서빙고로 137, 국립중앙박물관 (용산동6가)                                                    | 국립중앙박물관                          | 1974년 7월 9일 지정, 2020년 5월 30일 해제 해제사유: 원나라 작품으로 판명 |      |
| 169호   |      | 청자 양각죽절문 병 (靑磁 陽刻竹節文 甁) (Celadon Bottle with Bamboo Design in Relief) | 서울 용산구 이태원로55길 60-16, 삼성미술관 리움 (한남동)                                                | 삼성미술관 리움                         | 1974년 7월 9일 지정                                                      |      |
| 170호   |      | 백자 청화매조죽문 유개항아리 (白磁 靑畵梅鳥竹文 有蓋壺) (White Porcelain Lidded Jar with Plum, Bird and Bamboo Design in Underglaze Cobalt Blue)                                                                                       | 서울 용산구 서빙고로 137, 국립중앙박물관 (용산동6가)                                                    | 국립중앙박물관                          | 1974년 7월 9일 지정                                                      |      |
| 171호   |      | 청동 은입사 봉황문 합 (靑銅 銀入絲 鳳凰文 盒) (Bronze Lidded Bowl with Silver-inlaid Phoenix Design) | 서울 용산구 이태원로55길 60-16, 삼성미술관 리움 (한남동)                                                | 삼성미술관 리움                         | 1974년 7월 9일 지정                                                      |      |
| 172호   |      | 진양군영인정씨묘출토유물 (晋陽郡令人鄭氏墓出土遺物) (Relics Excavated from the Tomb of Lady Jeong) | 서울 용산구 이태원로55길 60-16, 삼성미술관 리움 (한남동)                                                | 삼성미술관 리움                         | 1974년 7월 9일 지정                                                      |      |
| 173호   |      | 청자 퇴화점문 나한좌상 (靑磁 堆花點文 羅漢坐像) (Celadon Seated Arhat with Paste-on-paste White Dot Design) | 서울 강남구                                                                                             | 최영길                                  | 1974년 7월 9일 지정                                                      |      |
| 174호   |      | 금동 수정 장식 촛대 (金銅 水晶 裝飾 燭臺) (Gilt-bronze Candlesticks with Inlaid Crystal Ornaments) | 서울 용산구 이태원로55길 60-16, 삼성미술관 리움 (한남동)                                                | 삼성미술관 리움                         | 1974년 7월 9일 지정                                                      |      |
| 175호   |      | 백자 상감연화당초문 대접 (白磁 象嵌蓮花唐草文 大楪) (White Porcelain Bowl with Inlaid Lotus and Scroll Design) | 서울 용산구 서빙고로 137, 국립중앙박물관 (용산동6가)                                                    | 국립중앙박물관                          | 1974년 7월 9일 지정                                                      |      |
| 176호   |      | 백자 청화‘홍치2년’명 송죽문 항아리 (白磁 靑畵‘弘治二年’銘 松竹文 立壺) (White Porcelain Jar with Pine and Bamboo Design and Inscription of "the Second Hongchi Year" in Underglaze Cobalt Blue)                                        | 서울 중구 필동로 1길 30 동국대학교박물관                                                                | 동국대학교박물관                        | 1974년 7월 9일 지정                                                      |      |
| 177호   |      | 분청사기 인화국화문 태항아리 (粉靑沙器 印花菊花文 胎壺) (Buncheong Placenta Jars with Stamped Chrysanthemum Design) | 서울 성북구 안암로 145, 고려대학교박물관 (안암동5가,고려대학교안암캠퍼스(인문사회계))                   | 고려대학교박물관                        | 1974년 7월 9일 지정                                                      |      |
| 178호   |      | 분청사기 음각어문 편병 (粉靑沙器 陰刻魚文 扁甁) (Buncheong Flat Bottle with Sgraffito Lotus and Fish Design) | 서울 용산구 서빙고로 137, 국립중앙박물관 (용산동6가)                                                    | 국립중앙박물관                          | 1974년 7월 9일 지정                                                      |      |
| 179호   |      | 분청사기 박지연화어문 편병 (粉靑沙器 剝地蓮花魚文 扁甁) (Buncheong Flat Bottle with Sgraffito Lotus and Fish Design) | 서울 관악구 남부순환로152길 53, 호림박물관 (신림동,호림박물관)                                          | 호림박물관                              | 1974년 7월 9일 지정                                                      |      |
| 180호   |      | 김정희필 세한도 (金正喜筆 歲寒圖) (Sehando(Winter Scene) by Kim Jeong-hui) | 서울 용산구 서빙고로 137, 국립중앙박물관 (용산동6가)                                                    | 국립중앙박물관                          | 1974년 12월 31일 지정                                                    |      |
| 181호   |      | 장양수 홍패 (張良守 紅牌) (Red Certificate Issued to Jang Yang-su) | 경북 울진군 울진읍 고성3길 31-68 (고성리)                                                               | 울진장씨대종회                          | 1975년 10월 13일 지정                                                    |      |
| 182호   |      | 구미 선산읍 금동여래입상 (龜尾 善山邑 金銅如來立像) (Gilt-bronze Standing Buddha from Seonsan-eup, Gumi) | 대구 수성구 청호로 321, 국립대구박물관 (황금동,국립대구박물관)                                          | 국립대구박물관                          | 1976년 4월 23일 지정, 2010년 6월 28일 명칭변경                           |      |
| 183호   |      | 구미 선산읍 금동보살입상 (龜尾 善山邑 金銅菩薩立像) (Gilt-bronze Standing Bodhisattva from Seonsan-eup, Gumi) | 대구 수성구 청호로 321, 국립대구박물관 (황금동,국립대구박물관)                                          | 국립대구박물관                          | 1976년 4월 23일 지정, 2010년 6월 28일 명칭변경                           |      |
| 184호   |      | 구미 선산읍 금동보살입상 (龜尾 善山邑 金銅菩薩立像) (Gilt-bronze Standing Bodhisattva from Seonsan-eup, Gumi) | 대구 수성구 청호로 321, 국립대구박물관 (황금동,국립대구박물관)                                          | 국립대구박물관                          | 1976년 4월 23일 지정, 2010년 6월 28일 명칭변경                           |      |
| 185호   |      | 상지은니묘법연화경 (橡紙銀泥妙法蓮華經) (Transcription of Saddharmapundarika Sutra (The Lotus Sutra) in Silver on Oak Paper) | 서울 용산구 서빙고로 137, 국립중앙박물관 (용산동6가)                                                    | 국립중앙박물관                          | 1976년 4월 23일 지정, 2010년 8월 25일 명칭변경                           |      |
| 186호   |      | 양평 신화리 금동여래입상 (楊平 新花里 金銅如來立像) (Gilt-bronze Standing Buddha from Sinhwa-ri, Yangpyeong) | 서울 용산구 서빙고로 137, 국립중앙박물관 (용산동6가)                                                    | 국립중앙박물관                          | 1976년 12월 14일 지정, 2010년 6월 28일 명칭변경                          |      |
| 187호   |      | 영양 산해리 오층모전석탑 (英陽 山海里 五層模塼石塔) (Five-story Stone Brick Pagoda in Sanhae-ri, Yeongyang) | 경북 영양군 입암면 산해리 391-6                                                                         | 영양군                                  | 1977년 8월 22일 지정, 2010년 12월 27일 명칭변경                          |      |
| 188호   |      | 천마총 금관 (天馬塚 金冠) (Gold Crown from Cheonmachong Tomb) | 경북 경주시 일정로 186, 국립경주박물관 (인왕동,국립경주박물관)                                          | 국립경주박물관                          | 1978년 12월 7일 지정                                                     |      |
| 189호   |      | 천마총 관모 (天馬塚 金製冠帽) (Gold Cap from Cheonmachong Tomb) | 경북 경주시 일정로 186, 국립경주박물관 (인왕동,국립경주박물관)                                          | 국립경주박물관                          | 1978년 12월 7일 지정                                                     |      |
| 190호   |      | 천마총 금제 허리띠 (天馬塚 金製銙帶) (Gold Waist Belt from Cheonmachong Tomb) | 경북 경주시 일정로 186, 국립경주박물관 (인왕동,국립경주박물관)                                          | 국립경주박물관                          | 1978년 12월 7일 지정                                                     |      |
| 191호   |      | 황남대총 북분 금관 (皇南大塚北墳 金冠) (Gold Crown from the North Mound of Hwangnamdaechong Tomb) | 서울 용산구 서빙고로 137, 국립중앙박물관 (용산동6가)                                                    | 국립중앙박물관                          | 1978년 12월 7일 지정                                                     |      |
| 192호   |      | 황남대총 북분 금제 허리띠 (皇南大塚 北墳 金製 銙帶) (Gold Waist Belt from the North Mound of Hwangnamdaechong Tomb) | 서울 용산구 서빙고로 137, 국립중앙박물관 (용산동6가)                                                    | 국립중앙박물관                          | 1978년 12월 7일 지정                                                     |      |
| 193호   |      | 경주 98호 남분 유리병 및 잔 (慶州 九十八號 南墳 琉璃甁 및 盞) (Glass Ewer and Cups from the South Mound of the Tomb No. 98, Gyeongju)                                                                                                  | 서울 용산구                                                                                             | 국립중앙박물관                          | 1978년 12월 7일 지정                                                     |      |
| 194호   |      | 황남대총 남분 금목걸이 (皇南大塚南墳 金製頸飾) (Gold Necklace from the South Mound of Hwangnamdaechong Tomb) | 서울 용산구                                                                                             | 국립중앙박물관                          | 1978년 12월 7일 지정                                                     |      |
| 195호   |      | 토우장식 장경호 (土偶裝飾 長頸壺) (Long-necked Jar with Clay Figurines) | 경북 경주시 일정로 186, 국립경주박물관, 서울 용산구 서빙고로 137 국립중앙박물관 (인왕동,국립경주박물관) | 국립경주박물관, 국립중앙박물관          | 1978년 12월 7일 지정                                                     |      |
| 196호   |      | 신라백지묵서대방광불화엄경 주본 권1~10, 44~50 (新羅白紙墨書大方廣佛花嚴經 周本 卷一∼十, 四十四~五十) (Silla Transcription of Avatamsaka Sutra (The Flower Garland Sutra), Zhou Version, in Ink on White Paper, Volumes 1-10 and 44-50) | 서울 용산구 이태원로55길 60-16, 삼성미술관 리움 (한남동)                                                | 삼성미술관 리움                         | 1979년 2월 8일 지정, 2010년 8월 25일 명칭변경                            |      |
| 197호   |      | 충주 청룡사지 보각국사탑 (忠州 靑龍寺址 普覺國師塔) (Stupa of State Preceptor Bogak at Cheongnyongsa Temple Site, Chungju) | 충북 충주시 소태면 오량리 산32-2                                                                        | 충주시                                  | 1979년 5월 22일 지정, 2010년 12월 27일 명칭변경                          |      |
| 198호   |      | 단양 신라 적성비 (丹陽 新羅 赤城碑) (Jeokseongbi Monument of Silla, Danyang) | 충북 단양군 단성면 하방리 산3-1                                                                         | 단양군                                  | 1979년 5월 22일 지정, 2010년 12월 27일 명칭변경                          |      |
| 199호   |      | 경주 단석산 신선사 마애불상군 (慶州 斷石山 神仙寺 磨崖佛像群) (Rock-carved Buddhas of Sinseonsa Temple in Danseoksan Mountain, Gyeongju)                                                                                               | 경북 경주시 건천읍 단석산길 175-143 (송선리)                                                            | 경주시                                  | 1979년 5월 22일 지정, 2010년 8월 25일 명칭 변경                          |      |
| 200호   |      | 금동보살입상 (金銅菩薩立像) (Gilt-bronze Standing Bodhisattva) | 부산 남구 유엔평화로 63, 부산시립박물관 (대연동,부산광역시시립박물관)                                   | 부산시립박물관                          | 1979년 4월 30일 지정                                                     |      |